# Чалий Олександр Олександрович
Олександр Олександрович Чалий (нар. 3 квітня 1954, Вінниця, Українська РСР, СРСР) — український дипломат і чиновник. Колишній перший заступник Міністра закордонних справ, колишній заступник голови Секретаріату Президента України. Діючий президент аудиторської та консалтиногової компанії «Грант Торнтон Україна».

## Життєпис
Народився 3 квітня 1954 у місті Вінниця.
З 1954 по 1957 рік родина проживала у селі Нова Прилука Липовецького району Вінницької області.
У 1977 р. закінчив Київський національний університет ім. Т. Шевченка, факультет міжнародних відносин і міжнародного права. Кандидат юридичних наук, спеціальність — міжнародне право.
У 1977—1984 рр. — асистент, старший викладач юридичного факультету Київського національного університету ім. Т. Шевченка.
У 1984—1987 рр. — професор в Школі права Республіки Гвінея-Бісау.
У 1987—1989 рр. — старший викладач, доцент юридичного факультету Київського національного університету ім. Т. Шевченка.
У 1989—1993 рр. — доцент, заступник декана юридичного факультету з наукової роботи Київського національного університету ім. Т. Шевченка.
З 16 лютого по 22 березня 1993 р. — перший заступник начальника Договірно-правового управління МЗС України.
З 22 березня 1993 р. по 12 травня 1995 р. — начальник Договірно-правового управління МЗС України.
У 1993—1995 рр. — член колегії МЗС України, глава делегації України на переговорах з Росією та Румунією щодо укладання базових політичних договорів.
З 12 травня 1995 р. по 2 липня 1998 р. — Надзвичайний і Повноважний Посол України в Румунії.
З 2 липня 1998 р. по 8 січня 2001 р. — перший заступник Міністра закордонних справ України, член колегії МЗС.
З 8 січня по 21 серпня 2001 р. — перший заступник міністра — Постійний Представник України в РЄ, член колегії МЗС.
З серпня по 7 грудня 2001 р. — державний секретар з питань європейської інтеграції, постійний представник України при Раді Європи.
З липня 2001 р. по липень 2003 р. — Державний секретар Міністерства закордонних справ України з питань європейської інтеграції.
З липня 2003 р. по травень 2004 р. — перший заступник Міністра закордонних справ України з питань європейської інтеграції.
З 2004 р. по 2006 р. — віце-президент консорціуму Індустріальний союз Донбасу.
З вересня 2006 по 2008 — заступник голови Секретаріату Президента України.
З вересня 2021 — засновник та член Піклувальної ради Інституту державної ефективності [Архівовано 29 березня 2022 у Wayback Machine.].
29 березня 2022 р. перебував у не основному складі української делегації на українсько-російських переговорах у Стамбулі. Факт присутності Олександра Чалого викликав ажіотаж серед українців через погляди, яких дотримується Чалий
Має дипломатичний ранг Надзвичайного і Повноважного Посла України.
Володіє англійською, російською та португальською мовами.
Як дипломат вважає, що Україна має залишитися поза військовими блоками, противник вступу до НАТО, раніше був противником вступу до ЄС.

## Нагороди та відзнаки
Заслужений юрист України. Кавалер ордена «За заслуги» III ступеня.